# Eugénio de Castro e Almeida

Eugénio de Castro e Almeida

Eugénio de Castro e Almeida (* 4. März 1869 in Coimbra, Portugal; † 17. August 1944 ebenda) war ein portugiesischer Gelehrter, Dichter, Epiker, Dramatiker und Übersetzer, der gemeinhin als Begründer des literarischen Symbolismus in Portugal gilt.

## Leben
Eugenio de Castro e Almeida wurde 1869 in Coimbra geboren. Er arbeitete als Diplomat, war Professor für französische Literatur und Mitbegründer des europäischen Kunstmagazins „Arte“. Er übersetzte vor allem Werke Goethes ins Portugiesische. Seine Bedeutung ist für die portugiesische Literatur die des Begründers des Symbolismus in Portugal, vor allem durch seine Gedichte.
Castro e Almeida starb 1944 in seiner Heimatstadt Coimbra.

## Werk (Auswahl)
- Oaristos (Liebesgeständnisse), 1890, Lyrik
- Belkiss-Rainha de Saba (Belkiss-Königin von Saba), 1894, Theaterstück
- Salome, Epos in 4 Gesängen, 1896, Lyrik
- Constanca, (Konstanze), Epos in sieben Gesängen, 1900, Lyrik

| Personendaten    | Personendaten                                                         |
| ---------------- | --------------------------------------------------------------------- |
| NAME             | Castro e Almeida, Eugénio de                                          |
| KURZBESCHREIBUNG | portugiesischer Gelehrter, Dichter, Epiker, Dramatiker und Übersetzer |
| GEBURTSDATUM     | 4. März 1869                                                          |
| GEBURTSORT       | Coimbra                                                               |
| STERBEDATUM      | 17. August 1944                                                       |
| STERBEORT        | Coimbra                                                               |